# Sân bay Bitam
Sân bay Bitam (IATA: BMM, ICAO: FOOB) là một sân bay ở thị trấn Bitam, tỉnh Woleu-Ntem, Gabon.